# هفتخوان

رستم والثعبان

هفت خوان معناه سبع موائد وخوان محرّف عن خان ومعناه المنزل. فهى إذًا هفت خان معناه سبعة منازل. وذكر هفتخوان في الشاهنامة وفي كتب الديانة الزرادشتيَّة.

## هفتخوان رستم
ولقي رستم المنازل السبعة إذ كان يذهب إلى مازندران ليتقل السفيد ديو وليأتي بكيكاووس وأمراء الجيش. والمنازل السبعة لرستم هي:
- الأول: رخش والأسد
- الثاني: مصادفة رستم ينبوعاً
- الثالث: حرب رستم والتنين
- الرابع: قتل رستم امرأة ساحرة
- الخامس: حرب رستم والإولاد
- السادس: حرب رستم وديو الأرجنك
- السابع: حرب رستم وديو الإبيض

## هفتخوان اسفنديار
ولقي إسفنديار المنازل السبعة إذ كان يذهب لتخليص اختيه من الأسر ومكر إسفنديار لدخول حصن ارجاسب ودخل القلعة بزيّ التجار. وكان مع إسفنديار اسيراً يهديه الطريق اسمه كركسار. والمنازل السبعة لإسفنديار هي:
- الأول: قتل إسفنديار للذئبين
- الثاني: قتل اسفنديار للأسدين
- الثالث: قتل اسفنديار للثعبان
- الرابع: قتل إسفنديار للساحرة
- الخامس: قتل إسفنديار لطائر العنقاء
- السادس: اجتياز إسفنديار الثلوج
- السابع: عبور إسفنديار البحر